# Clidemia anoriensis
Clidemia anoriensis är en tvåhjärtbladig växtart som beskrevs av Antonio Lorenzo Uribe Uribe. Clidemia anoriensis ingår i släktet Clidemia och familjen Melastomataceae.
Artens utbredningsområde är Colombia. Inga underarter finns listade i Catalogue of Life.